# Giải Oscar lần thứ 48
Lễ trao giải Oscar lần thứ 48, tổ chức bởi Viện Hàn lâm Khoa học và Nghệ thuật Điện ảnh Hoa Kỳ (Academy of Motion Picture Arts and Sciences - AMPAS), nhằm tôn vinh những thành tựu xuất sắc nhất của ngành điện ảnh trong năm 1975 diễn ra vào ngày 29 tháng 3 năm 1976 tại Dorothy Chandler Pavilion, Los Angeles. Buổi lễ do Walter Matthau, Robert Shaw, George Segal, Goldie Hawn và Gene Kelly chủ trì. Trong năm này, ABC giành được quyền phát sóng từ NBC và tiếp tục trình chiếu cho đến nay.
Bay trên tổ chim cúc cu của đạo diễn Miloš Forman thắng đậm tại toàn bộ 5 hạng mục chính: Phim hay nhất, Đạo diễn xuất sắc nhất, Nam diễn viên chính xuất sắc nhất, Nữ diễn viên chính xuất sắc nhất và Kịch bản chuyển thể xuất sắc nhất. Đây là phim thứ 2 trong lịch sử đạt được thành tựu này, sau It Happened One Night vào năm 1934 và sau này là Sự im lặng của bầy cừu vào năm 1991.
Nữ diễn viên người Pháp Isabelle Adjani nhận đề cử đầu tiên cho Nữ diễn viên chính xuất sắc nhất trong mùa giải này, giúp phá vỡ kỷ lục cho nữ diễn viên trẻ tuổi nhất xuất hiện trong hạng mục này, khi cô 20 tuổi. Kỷ lục này trước đây được xác lập bởi Elizabeth Hartman vào năm 1967 khi 22 tuổi. Đến nay, kỷ lục này đã 2 lần bị phá vỡ bởi Keisha Castle-Hughes vào năm 2004 khi 13 tuổi và Quvenzhane Wallis vào năm 2013 khi mới 9 tuổi. Ở tuổi 80, George Burns trở thành diễn viên có tuổi đời lớn nhất tranh giải và giành giải Nam diễn viên phụ xuất sắc nhất. Kỷ lục này tiếp tục duy trì cho đến khi Jessica Tandy giành giải Nữ diễn viên chính xuất sắc nhất vào năm 1989. Đối với nam giới, Burns bị truất ngôi bởi Christopher Plummer, người giành giải Nam diễn viên phụ xuất sắc nhất cho Beginners vào năm 2012, khi ông 82 tuổi.
Sau Jaws 25 năm, Traffic (2000) là phim đầu tiên thắng tất cả đề cử ngoại trừ Phim hay nhất. Jaws cũng là một trong số những bộ phim hiếm hoi chỉ được đề cử cho Phim hay nhất mà không có mặt trong mảng đạo diễn, diễn xuất hay sáng tác.

## Đề cử và giải thưởng

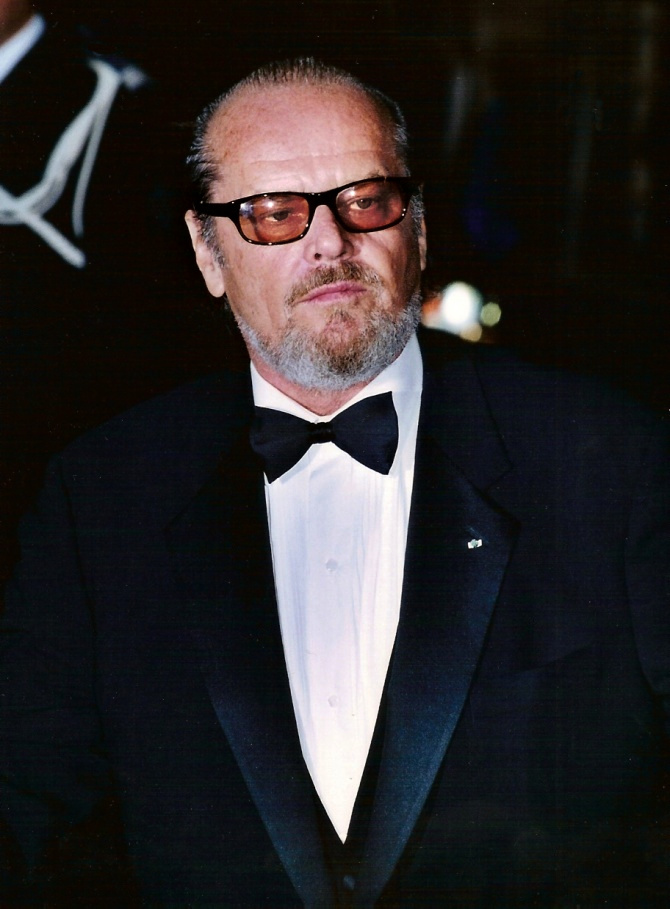
Jack Nicholson, Nam diễn viên chính xuất sắc nhất

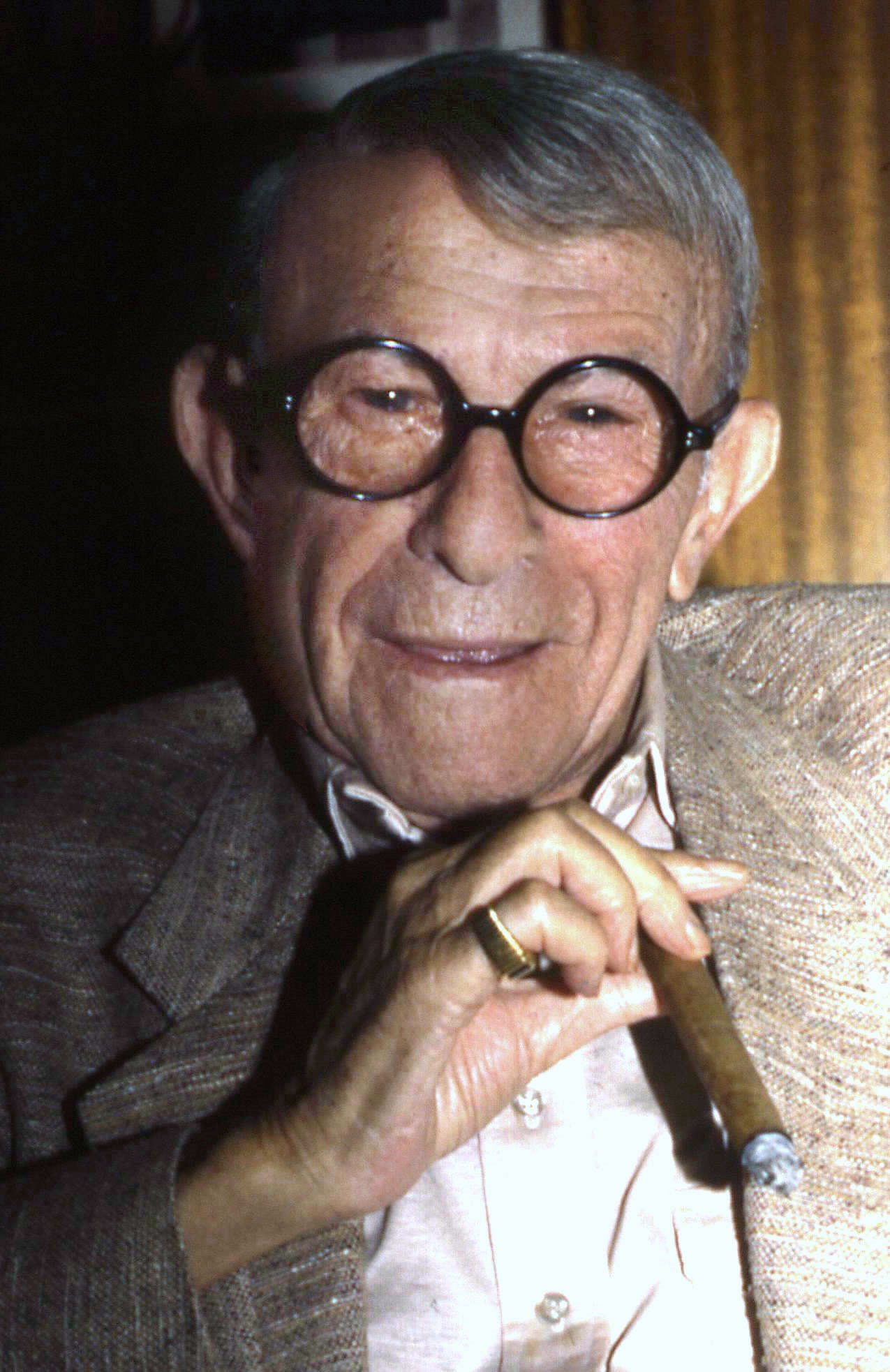
George Burns, Nam diễn viên phụ xuất sắc nhất

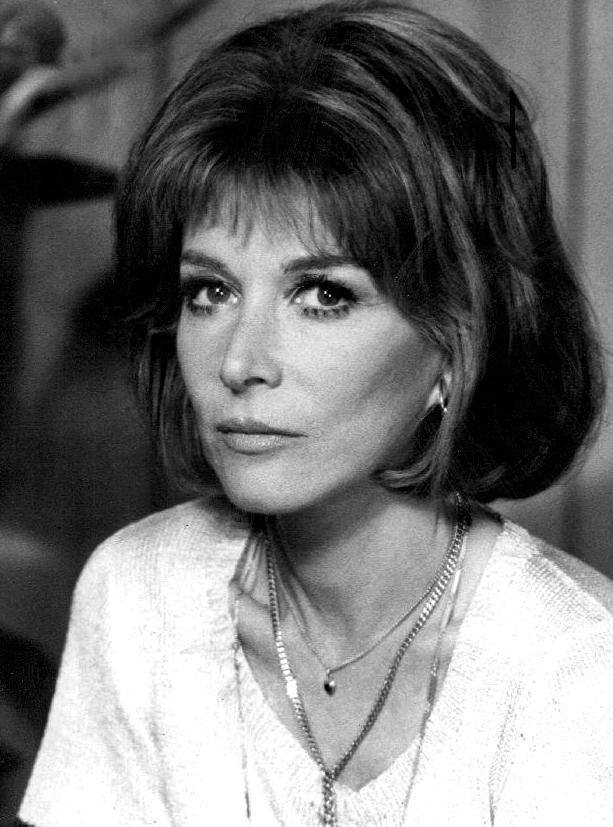
Lee Grant, Nữ diễn viên phụ xuất sắc nhất

Phim hoặc người thắng giải được in đậm.
| Phim hay nhất | Đạo diễn xuất sắc nhất |
| --- | --- |
| - One Flew Over the Cuckoo's Nest – Michael Douglas, Saul Zaentz - Barry Lyndon – Stanley Kubrick - Dog Day Afternoon – Martin Bregman, Martin Elfand - Jaws – Richard D. Zanuck - Nashville – Robert Altman | - Miloš Forman – One Flew Over the Cuckoo's Nest - Robert Altman – Nashville - Federico Fellini – Amarcord - Stanley Kubrick – Barry Lyndon - Sidney Lumet – Dog Day Afternoon |
| Nam diễn viên chính xuất sắc nhất | Nữ diễn viên chính xuất sắc nhất |
| - Jack Nicholson – One Flew Over the Cuckoo's Nest vai Randle Patrick McMurphy - Walter Matthau – The Sunshine Boys vai Willy Clark - Al Pacino – Dog Day Afternoon vai Sonny Wortzik - Maximilian Schell – The Man in the Glass Booth vai Arthur Goldman - James Whitmore – Give 'em Hell, Harry! vai Harry S Truman | - Louise Fletcher – One Flew Over the Cuckoo's Nest vai Nurse Mildred Ratched - Isabelle Adjani – The Story of Adele H. vai Adèle Hugo / Adèle Lewry - Ann-Margret – Tommy vai Nora Walker - Glenda Jackson – Hedda vai Hedda Gabler - Carol Kane – Hester Street vai Gitl |
| Nam diễn viên phụ xuất sắc nhất | Nữ diễn viên phụ xuất sắc nhất |
| - George Burns – The Sunshine Boys vai Al Lewis - Brad Dourif – One Flew Over the Cuckoo's Nest vai Billy Bibbit - Burgess Meredith – The Day of the Locust vai Harry Greener - Chris Sarandon – Dog Day Afternoon vai Leon - Jack Warden – Shampoo vai Lester Karpf | - Lee Grant – Shampoo vai Felicia Karpf - Ronee Blakley – Nashville vai Barbara Jean - Sylvia Miles – Farewell, My Lovely vai Jessie Halstead Florian - Lily Tomlin – Nashville vai Linnea Reese - Brenda Vaccaro – Once Is Not Enough vai Linda Riggs |
| Kịch bản gốc xuất sắc nhất | Kịch bản chuyển thể xuất sắc nhất |
| - Dog Day Afternoon – Frank Pierson - Amarcord – Federico Fellini và Tonino Guerra - And Now My Love – Claude Lelouch và Pierre Uytterhoeven - Lies My Father Told Me – Ted Allan - Shampoo – Warren Beatty và Robert Towne | - One Flew Over the Cuckoo's Nest – Bo Goldman và Laurence Hauben - Barry Lyndon – Stanley Kubrick - The Man Who Would Be King – John Huston và Gladys Hill - Profumo di donna – Ruggero Maccari và Dino Risi - The Sunshine Boys – Neil Simon |
| Phim ngoại ngữ hay nhất | Thiết kế phục trang đẹp nhất |
| - Dersu Uzala (Xô Viết) - Letters from Marusia (Mexico) - The Promised Land (Ba Lan) - Sandakan No. 8 (Nhật Bản) - Profumo di donna (Ý) | - Barry Lyndon – Milena Canonero và Ulla-Britt Söderlund - The Four Musketeers – Yvonne Blake và Ron Talsky - Funny Lady – Ray Aghayan và Bob Mackie - The Magic Flute – Karin Erskine và Henny Noremark - The Man Who Would Be King – Edith Head |
| Phim tài liệu hay nhất | Phim tài liệu ngắn hay nhất |
| - The Man Who Skied Down Everest - The California Reich - Fighting for Our Lives - The Incredible Machine - The Other Half of the Sky: A China Memoir | - The End of the Game - Arthur and Lillie - Millions of Years Ahead of Man - Probes in Space - Whistling Smith |
| Phim ngắn hay nhất | Phim hoạt hình ngắn hay nhất |
| - Angel and Big Joe – Bert Salzman - Conquest of Light – Louis Marcus - Dawn Flight – Lawrence M. Lansburgh và Brian Lansburgh - A Day in the Life of Bonnie Consolo – Barry Spinello - Doubletalk – Alan Beattie | - Great – Bob Godfrey - Kick Me – Robert Swarthe - Monsieur Pointu – René Jodoin - Sisyphus – Marcell Jankovics |
| Nhạc phim hay nhất | Phối nhạc phim hay nhất |
| - Jaws – John Williams - Birds Do It, Bees Do It – Gerald Fried - Bite the Bullet – Alex North - One Flew Over the Cuckoo's Nest – Jack Nitzsche - The Wind and the Lion – Jerry Goldsmith | - Barry Lyndon – Leonard Rosenman - Funny Lady – Peter Matz - Tommy – Pete Townshend |
| Ca khúc trong phim hay nhất | Hòa âm hay nhất |
| - "I'm Easy" từ Nashville – Nhạc và lời bởi Keith Carradine - "How Lucky Can You Get?" từ Funny Lady – Nhạc và lời bởi Kander and Ebb - "Theme from Mahogany (Do You Know Where You're Going To)" từ Mahogany – Nhạc Michael Masser; lời Gerry Goffin - "Richard's Window" từ The Other Side of the Mountain – Nhạc Charles Fox; lời Norman Gimbel - "Now That We're In Love" từ Whiffs – Nhạc George Barrie; lời Sammy Cahn                                      | - Jaws – John Carter, Roger Heman, Robert Hoyt và Earl Madery - Bite the Bullet – Les Fresholtz, Al Overton, Jr., Arthur Piantadosi và Richard Tyler - Funny Lady – Don MacDougall, Richard Portman, Jack Solomon và Curly Thirlwell - The Hindenburg – John A. Bolger, Jr., John L. Mack, Leonard Peterson và Don Sharpless - The Wind and the Lion – Roy Charman, William McCaughey, Aaron Rochin và Harry W. Tetrick |
| Thiết kế sản xuất xuất sắc nhất | Quay phim xuất sắc nhất |
| - Barry Lyndon – Chỉ đạo nghệ thuật: Ken Adam; Dàn dựng: Roy Walker và Vernon Dixon - The Hindenburg – Chỉ đạo nghệ thuật: Edward Carfagno; Dàn dựng: Frank R. McKelvy - The Man Who Would Be King – Chỉ đạo nghệ thuật: Alexandre Trauner; Dàn dựng: Tony Inglis và Peter James - Shampoo – Chỉ đạo nghệ thuật: Richard Sylbert và W. Stewart Campbell; Dàn dựng: George Gaines - The Sunshine Boys – Chỉ đạo nghệ thuật: Albert Brenner; Dàn dựng: Marvin March | - Barry Lyndon – John Alcott - The Day of the Locust – Conrad Hall - Funny Lady – James Wong Howe - The Hindenburg – Robert L. Surtees - One Flew Over the Cuckoo's Nest – Bill Butler, Haskell Wexler |
| Dựng phim xuất sắc nhất | Biên tập âm thanh xuất sắc nhất |
| - Jaws – Verna Fields - Dog Day Afternoon – Dede Allen - The Man Who Would Be King – Russell Lloyd - One Flew Over the Cuckoo's Nest – Richard Chew, Sheldon Kahn, Lynzee Klingman - Three Days of the Condor – Don Guidice, Fredric Steinkamp | - The Hindenburg – Peter Berkos |

### Phim có nhiều đề cử và giải thưởng
| Phim có nhiều đề cử: - 9 đề cử: One Flew Over the Cuckoo's Nest - 7 đề cử: Barry Lyndon - 6 đề cử: Dog Day Afternoon - 5 đề cử: Funny Lady và Nashville - 4 đề cử: The Hindenburg, Jaws, The Man Who Would Be King, Shampoo và The Sunshine Boys - 2 đề cử: Amarcord, Bite the Bullet, The Day of the Locust, Profumo di donna, Tommy và Wind and the Lion | Phim có nhiều giải thưởng: - 5 giải: One Flew Over the Cuckoo's Nest - 4 giải: Barry Lyndon - 3 giải: Jaws |

### Giải Oscar Danh dự
- Mary Pickford

### Giải Irving G. Thalberg Memorial
- Mervyn LeRoy

### Giải Jean Hersholt Humanitarian
- Jules C. Stein